# Fran Beltrán
Francisco José Beltrán Peinado, meglio noto come Fran Beltrán (Madrid, 3 febbraio 1999), è un calciatore spagnolo, centrocampista del Celta Vigo.

## Caratteristiche tecniche
Può giocare in tutti i ruoli del centrocampo, nato come mezzala col tempo si è adattato anche come regista e trequartista, possiede una buona velocità che lo rende molto pericoloso palla al piede, una buona precisione nei passaggi unita a una buona visione di gioco e un'ottima tecnica è leggermente penalizzato dal fisico ma grazie al baricentro basso possiede un'ottima forza fisica nelle gambe che lo rende più dinamico e soprattutto non lo rende troppo debole rispetto a compagni e avversari più fisici.

## Statistiche

### Presenze e reti nei club
Statistiche aggiornate al 2 maggio 2023
| Stagione              | Squadra               | Campionato            | Campionato | Campionato | Coppe nazionali | Coppe nazionali | Coppe nazionali | Coppe continentali | Coppe continentali | Coppe continentali | Altre coppe | Altre coppe | Altre coppe | Totale | Totale | Totale |
| Stagione              | Squadra               | Comp                  | Pres       | Reti       | Comp            | Pres            | Reti            | Comp               | Pres               | Reti               | Comp        | Pres        | Reti        | Pres   | Reti   |        |
| --------------------- | --------------------- | --------------------- | ---------- | ---------- | --------------- | --------------- | --------------- | ------------------ | ------------------ | ------------------ | ----------- | ----------- | ----------- | ------ | ------ | ------ |
| 2016-2017             | Rayo Vallecano        | SD                    | 31         | 1          | CR              | 2               | 0               |                    | -                  | -                  |             | -           | -           | 33     | 1      |        |
| 2017-2018             | Rayo Vallecano        | SD                    | 40         | 0          | CR              | 1               | 0               |                    | -                  | -                  |             | -           | -           | 41     | 0      |        |
| Totale Rayo Vallecano | Totale Rayo Vallecano | Totale Rayo Vallecano | 71         | 1          |                 | 3               | 0               |                    | -                  | -                  |             | -           | -           | 74     | 1      |        |
| 2018-2019             | Celta Vigo            | PD                    | 30         | 1          | CR              | 2               | 0               |                    | -                  | -                  |             | -           | -           | 32     | 1      |        |
| 2019-2020             | Celta Vigo            | PD                    | 28         | 1          | CR              | 2               | 0               |                    | -                  | -                  |             | -           | -           | 30     | 1      |        |
| 2020-2021             | Celta Vigo            | PD                    | 32         | 3          | CR              | 2               | 0               |                    | -                  | -                  |             | -           | -           | 34     | 2      |        |
| 2021-2022             | Celta Vigo            | PD                    | 37         | 1          | CR              | 2               | 0               |                    | -                  | -                  |             | -           | -           | 39     | 1      |        |
| 2022-2023             | Celta Vigo            | PD                    | 32         | 0          | CR              | 3               | 0               |                    | -                  | -                  |             | -           | -           | 35     | 0      |        |
| Totale Celta Vigo     | Totale Celta Vigo     | Totale Celta Vigo     | 159        | 6          |                 | 11              | 0               |                    | -                  | -                  |             | -           | -           | 170    | 6      |        |
| Totale carriera       | Totale carriera       | Totale carriera       | 230        | 7          |                 | 14              | 0               |                    | -                  | -                  |             | -           | -           | 244    | 1      |        |